# Pandemia de COVID-19 nas Ilhas Cayman
Este artigo documenta os impactos da Pandemia de COVID-19 nas Ilhas Cayman e pode não incluir todas as principais respostas e medidas contemporâneas.

## Linha do tempo
Em 26 de fevereiro, as autoridades mexicanas concederam permissão para um navio de cruzeiro registrado em Malta atracar em Cozumel, Quintana Roo, porque ela carrega um passageiro que se presume estar infectado com o coronavírus. O navio tinha anteriormente acesso negado aos portos na Jamaica e nas Ilhas Cayman.
Em 12 de março, o primeiro caso foi confirmado.
No dia 16 de março, a primeira morte foi confirmada, um italiano que voltou de um cruzeiro.